# Adésio
Adésio Alves Machado, meglio noto come Adésio (Recife, 12 gennaio 1933 – Cantagalo, 2 luglio 2009), è stato un calciatore brasiliano, di ruolo centrocampista.